# Famille de Peyrusse
 (avril 2023).
La famille de Peyrusse est une famille éteinte de la noblesse française, originaire du Rouergue.

## Histoire
La famille de Peyrusse est une ancienne famille de la noblesse du Rouergue.
L'historien du Rouergue, Hippolyte de Barrau, écrit que cette famille avait des droits seigneuriaux sur la cité de Peyrusse-le-Roc en tant que co-seigneurs. Il fait débuter la filiation à l'année 1469 avec Bégon de Peyrusse. Il ajoute également que cette famille possédait de temps immémorial le château de La Caze.
La cité de Peyrusse était le chef-lieu du plus grand bailliage du Rouergue (106 paroisses) et il abritait dans ses murs 187 hommes en armes et 4 chevaliers, elle comptait jusqu'à 40 familles nobles, dont la famille de Peyrusse, les Medicys, les Cornely, la famille Besse, mais aussi six notaires, un changeur de monnaie, et de nombreuses fabriques.[réf. nécessaire]

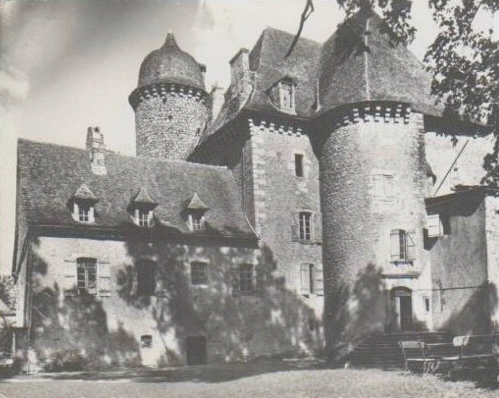
Le château de La Caze (commune de Peyrusse-le-Roc)
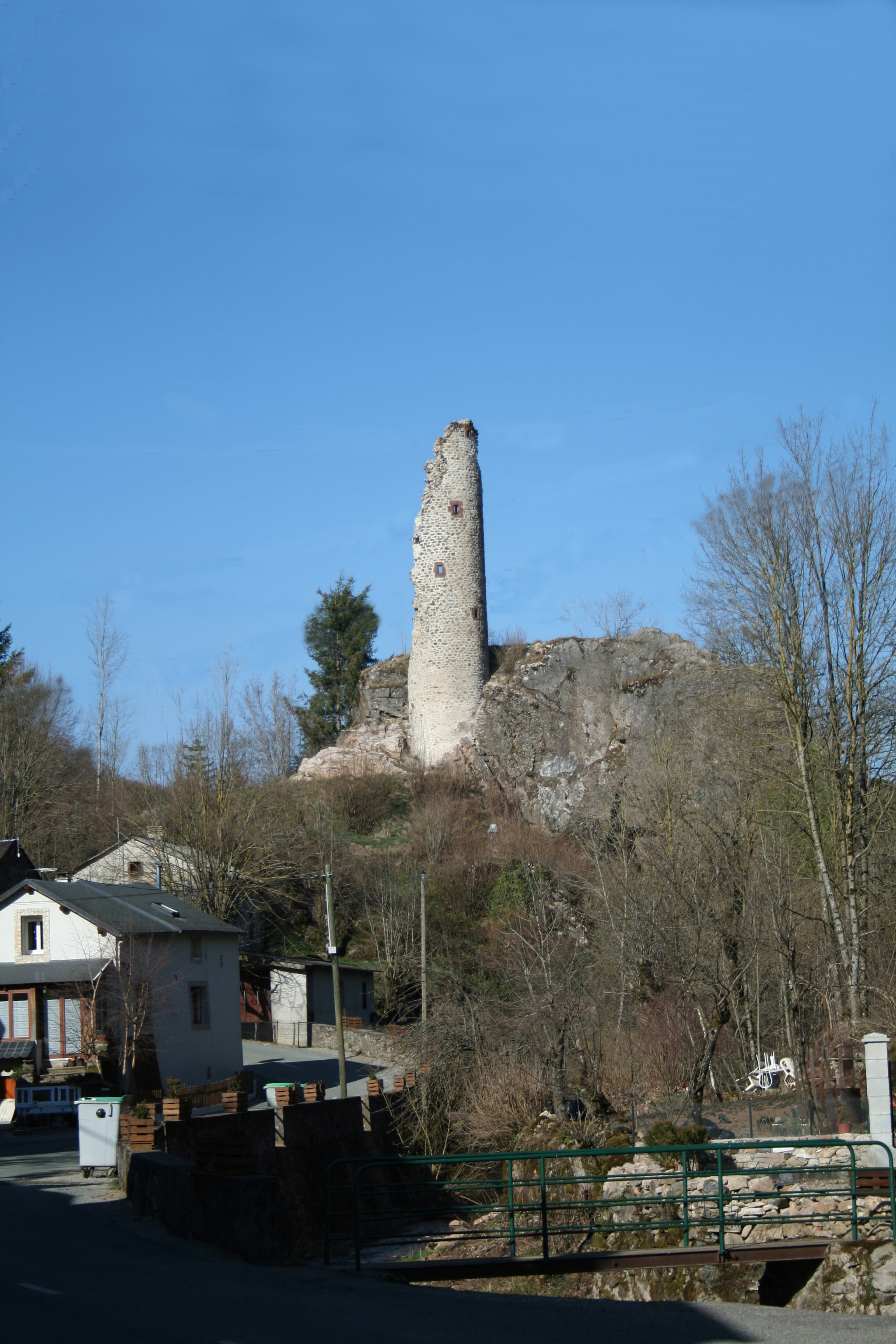
Tour du château de Boissezon à Murat-sur-Vèbre

## Généalogie simplifiée
- Jacques de Peyrusse, seigneur de Peyrusse-le-Roc, a eu trois enfants :
  - Jacques, qui suit,
  - Jeanne de Peyrusse mariée en 1399 avec François Peytavin,
  - Adhémar (ou Azémar) de Peyrusse dit Paternac, mariée en 1404 avec Jeanne de l'Estendart, héritière du château de Boissezon, à Murat-sur-Vèbre, auteur de la branche de Boissezon de Matviel;
  - Jacques de Peyrusse, seigneur de Peyrusse-le-Roc, s'est marié vers 1410 avec Galienne d'Albin, fille de Bégon, seigneur du lieu, et de Gauzide de Monestiès. On leur connaît deux filles et un fils :
  - Antoine de Peyrusse, qui suit ;
  - Catherine de Peyrusse, mariée avec Flotard, seigneur de Bar.
  - Laure de Peyruse, mariée le 10 février 1426 au château de Carlat avec Jean de Sales, capitaine de Carlat, fils d'Aymar, seigneur de Cordès et de Catherine de Cajarc ;
    - Antoine de Peyrusse, fut capitaine gouverneur de Carlat à la suite de son beau-frère ;
- Bégon de Peyrusse, seigneur du « repaire de Las Caze », succède à Antoine comme gouverneur de Carlat. On lui connaît deux enfants :
  - Antoine de Peyrusse, qui suit ;
  - Claire de Peyrusse, mariée avec Raymon Azemar, seigneur de La Garinie, fils de Guillaume Adhémar et de Souveraine de Selgue, dame de La Garinie.
  - Antoine de Peyrusse, fut échanson du roi Louis XII par brevet du 15 juillet 1498. Marié à Marie de Nogaret, fille d'Amans, il meurt après avoir testé le 11 juin 1534 en laissant deux enfants :
  - Jacques de Peyrusse, seigneur de La Caze,
  - Guion de Peyrusse, auteur de la branche des seigneurs de Bonnegarde établie près de Bordeaux ;

(…)
- En 1698, Jean de Peyrusse était seigneur de La Caze3. De son mariage vers 1665 avec Gabrielle de Lavayssière, il laisse deux enfants :
  - Jean de Peyrusse, qui suit ;
  - Isabeau de Peyrusse, mariée par contrat le 13 février 1700 à Rignac avec Michel d'Arnal, fils de Guyon d'Arnal et de Marguerite de Ricard.
- Jean de Peyrusse, seigneur de Lacaze, épouse en 1669 Madeleine Dintilhac, dont une fille :
- Marguerite de Peyrusse, qui épouse le 4 août 1720 à Villefranche Barthélémy de Turenne (1681-1750), fils cadet de Jean de Turenne, seigneur d'Aubepeyre, de Saint-Yrieix et de Salles-Courbatiès, et de Catherine de Felzins, qui n'eut pas d'enfant. Selon Hippolyte de Barrau, cette famille s'est fondue au milieu du XVIIIe siècle avec la propriété de La Caze dans celle de Turenne d'Aubepeyre dont un rameau s'est établi à Najac et à Villefranche. Une demoiselle de Turenne, dernière du nom, a donné tous ses biens à M. Ricard, de Villefranche-de-Rouergue[1]. Jean-Baptiste Ricard, juge de paix du canton de Montbazens, propriétaire du château de La Caze, a été anobli sous le nom de « Ricard de Lacaze » par lettres patentes de Charles X datées du 22 février 1817. On lui connaît une fille Zélia Ricard de Lacaze mariée à Charles Delpech-Delperié (1792-1864), ancien garde du corps de Charles X, qui devint chef d'escadron de gendarmerie. Certains de leurs enfants léguèrent en 1873 la moitié du château de Lacaze à leur cousine germaine Delphine Delpech-Delperié mariée depuis 1866 à Jean d'Armagnac de Castanet (1842-1904).

### Les Peyrusse, deBoissezon de Masviel
Azémar (ou Adhémar) de Peyrusse, seigneur de Boissezon de Masviel († ~1440)
Un document daté de 1397 par les archivistes et repris dans un procès en 1556  enregistre les « usages » de la terre de Boissezon de Masviel (aujourd'hui Murat-sur-Vèbre) pour Azémar de Peyrusse dit Paternac, seigneur pour les deux parts. Il a épousé en 1404 Jeanne de L'Estandart et c'est probablement par cette union qu'il est devenu seigneur de cette seigneurie. Il aurait aussi racheté les droits d'une autre de L'Estendart, Margueritte.
Jean de Peyrusse, seigneur de Boissezon de Masviel († ~1485)
Des copies en français de reconnaissances à Jean de Peyrusse donnent la liste des 73 tenanciers de la seigneurie de Boissezon. Elles se trouvent dans les archives de Thésan qui ont possédé une seigneurie proche de Boissezon, Nages, et la troisième part de celle de Boissezon.
Béranger (Bringuier) de Peyrusse († ~1515)
Un recensement du ban et de l'arrière ban du comté de Castres en 1504, les possesseurs de biens nobles, cite Bringuier de Peyrusse comme coseigneur pour les deux parts de Boissezon de Masviel.  Selon l'étude de Stéphane Clerc, il recevrait le plus fort revenu du comté devant Jean de la Palu, seigneur de Brassac.
Pierre-Raymond de Peyrusse († ~1539)
Épouse Gabriele de La Palu, fille de Jean de la Palu seigneur de Brassac. À son décès, son épouse et son fils dénombre leurs biens auprès du notaire de Lombers où ils résident. Ils arrentent la justice haute de la seigneurie de Boissezon et se réservent le château pour y résider. L'essentiel de leurs revenus provient des juridictions de Nages et surtout de Boissezon et Murat. Dans la baronnie de Lombers, ils détiennent une vigne, une métairie, une garenne, un moulin à Mondragon et une petite seigneurie à Mosieys.
C'est probablement, le premier Peyrusse de Boissezon de Masviel qui adhère à la religion protestante et dont les successeurs participeront activement aux guerres de religion.
Antoine de Peyrusse († ~1572)
La prise de Castres par les protestants en 1562 est l'un des premiers épisodes des guerres de religion en Languedoc. Parmi les militaires, Antoine de Peyrusse seigneur de Boissezon se distingue,. Il est cité par Théodore de Béze (1519 - 1605), une des grandes figures des premiers temps du protestantisme : « c'était un homme craignant Dieu, ennemi d'avarice et de tout pillage, voire jusqu'à ne vouloir pas permettre qu'on luy defrayast seulement sa despence ».
C'est Antoine de Peyrusse qui lève en 1570 l'église réformée de Boissezon, Murat, Canac, Arnac et de la moline basse (Mouline d'Arnac en Aveyron) et la dote d'un legs de Boffilh de Peyrusse frère d'Antoine décédé le 27 mai 1570.
Il a deux enfants avec son épouse Seguine de Caraman et de Foix, Pierre et Aldonce.
Pierre de Peyrusse († 1586)
Pierre de Peyrusse participe à son tour aux épisodes guerriers et sera tué, lors de l'attaque d'un fort proche de Belmont (en Aveyron aujourd'hui). Il est inhumé dans sa seigneurie de Boissezon.
Aldonce de Peyrusse († ~1640)
Aldonce de Peyruse épouse le 25 novembre 1575 Guillaume de Génibrouse futur seigneur de Saint Amans de Valtoret. Au décès de Pierre, elle hérite de la seigneurie et à celui de son mari, de celle de Saint Amans. Elle épousera en secondes noces Pierre de Caylus, seigneur de Colombières et Rouairoux dont elle héritera aussi. Elle traversera d'abord avec son père puis son mari et enfin son fils ainé Nicolas de Génibrouse toutes les guerres de religion. Elle établira ses quatre enfants, conduira des procès contre ses puissants voisins de la seigneurie de Nages, les Thésan et sera probablement "enterre devant la porte du chasteau de Boissezon ou ses predecesseurs ont ete ensevelis dans la religion réformée" comme elle le demande dans son testament.
Dans les dernières années des guerres de religion, son château de Saint-Amans ayant été pris par les catholiques, elle s'était retirée avec son époux Gullaume de Génibrouse dans leur seigneurie de Boissezon de Masviel au château de Canac (Murat-sur-Vèbre, Tarn) où il décède en 1593.
Ses enfants : Nicolas de Génibrouse (~1583 - †1647) - Jeanne de Génibrouse (~1586 - +1601 Jean de Lordat - †?) - Jean de Génibrouse, seigneur du château de Canac (Murat-sur-Vèbre) (~1588 - †1673) - François de Caylus (~1596 -  †1665)

## Armes
Cette famille porte : D'azur, au lion d'argent, au chef cousu de gueules, chargé de trois besants d'or.